# Anna-Lisa Hydén
Anna-Lisa Hydén, född 13 maj 1908 i Kungsholms församling i Stockholm, död 6 april 1998 i Annedals församling i Göteborg, var en svensk skådespelare.
Hon är begravd på Västra kyrkogården i Göteborg.

## Filmografi
- 1934 – Unga hjärtan
- 1935 – Under falsk flagg
- 1936 – Stackars miljonärer
- 1937 – En flicka kommer till sta'n
- 1938 – Milly, Maria och jag
- 1939 – Ombyte förnöjer

## Teater

### Roller
| År   | Roll            | Produktion                                              | Regi          | Teater      |
| ---- | --------------- | ------------------------------------------------------- | ------------- | ----------- |
| 1933 | Emily           | Pickwick-klubben František Langer efter Charles Dickens | Olof Molander | Dramaten    |
| 1934 | Marie-Louise    | Damen i vitt Marcel Achard                              | Rune Carlsten | Dramaten    |
| 1935 | Ada             | Noak André Obey                                         | Per Lindberg  | Vasateatern |
| 1937 | Suzanne Popinot | Ungdomen kommer med åren Seymour Hicks och Ashley Dukes | Gunnar Tolnæs | Vasateatern |